# Maha Karim-Hosselet
 (février 2025).
Si vous disposez d'ouvrages ou d'articles de référence ou si vous connaissez des sites web de qualité traitant du thème abordé ici, merci de compléter l'article en donnant les références utiles à sa vérifiabilité et en les liant à la section « Notes et références ».
 (février 2025).
L'article doit être relu — et modifié si nécessaire — par des contributeurs indépendants pour apporter un regard critique aux contributions effectuées en violation des conditions d'utilisation de Wikipédia, tant sur la forme (notamment concernant le style encyclopédique, la proportionnalité) que sur le fond (la neutralité de point de vue, la qualité et l'indépendance des sources).
Maha Karim-Hosselet (née le 30 septembre 1984 à Saïda, Liban) est une universitaire, entrepreneure et femme politique belge. Membre du parti Les Engagés, elle est Présidente du Conseil provincial du Brabant wallon depuis le 6 décembre 2024.

## Biographie
Maha Karim-Hosselet arrive en Belgique à l'âge de six ans. Elle obtient la nationalité belge et grandit à Bruxelles avant de s’installer dans le Brabant wallon. Elle est diplômée de plusieurs établissements prestigieux:
- Master en Communication de l’European Communication School,
- Post-Graduate en Politique Internationale de l’Université Libre de Bruxelles,
- Master     Recherche mention «Politique et Sociétés en Europe», spécialité Europe, de Sciences Po Paris.

En 2023, elle enrichit son parcours académique en obtenant une certification intitulée «Power and Influence for a Positive Impact» de la Harvard Business School.

## Parcours entrepreneurial
En 2017, Maha Karim-Hosselet co-fonde avec son mari Mathieu Hosselet  MKKM, une agence spécialisée dans les réseaux sociaux. Sous l'impulsion du duo fondateur, l’agence se hisse parmi les 50 meilleures agences digitales en France et en Belgique. En 2022, MKKM est rachetée par un groupe européen de marketing digital. À la suite de cette acquisition, elle s’engage à mettre son expertise au service des politiques publiques, tout en poursuivant ses activités d'entrepreneure et son rôle d'administratrice à l'Union des Classes Moyennes du Brabant wallon.

## Engagement social
En janvier 2021, en pleine pandémie de Covid-19, elle crée le réseau SuperWomen Brabant Wallon, un groupe de solidarité féminine centré sur trois piliers: l'entraide, l'entrepreneuriat et le numérique. Le réseau connaît une croissance rapide et réunit aujourd’hui plus de 20 000 membres. Cet engagement lui vaut une reconnaissance officielle le 8 mars 2022 par les autorités communales de Waterloo, représentées par Philippe Geluck.

## Engagement politique
Membre active du parti Les Engagés, Maha Karim-Hosselet réalise, lors des élections provinciales, le deuxième meilleur score pour une tête de liste dans la circonscription du Brabant wallon Ouest (2 594 voix) et le sixième meilleur score tous candidats confondus. Le 6 décembre 2024, elle prête serment en tant que Présidente du Conseil provincial du Brabant wallon. À ce poste, elle veille au respect des règlements et au bon déroulement des travaux de l’assemblée.

## Causes défendues
Maha Karim-Hosselet se mobilise activement pour plusieurs causes:
- Renforcer l’éducation numérique, et promouvoir les métiers en pénurie,
- Encourager l’entrepreneuriat, en particulier l’entrepreneuriat féminin,
- Favoriser l’enseignement technique et l’innovation pédagogique,
- Promouvoir la diversité et l’inclusion dans tous les domaines de la société.
- Fédérer et organiser les concertations avec les acteurs du territoire de la santé.

## Vie privée
Maha Karim-Hosselet est mariée et mère de deux filles. Elle partage sa vie entre ses engagements professionnels, politiques et familiaux.